# Pronom indéfini en français
Un pronom indéfini est un pronom qui renvoie à un élément au caractère incertain, imprécis, vague.

## Inventaire des pronoms indéfinis
Les pronoms indéfinis se divisent en trois groupes, les formes simples, les locutions, et les emprunts à la catégorie des adverbes de quantité.

### Formes simples
Les pronoms indéfinis simples peuvent varier selon le genre et le nombre. Cependant, certains n'existent qu'au singulier (« aucun, chacun... ») ; d'autres n'existent qu'au pluriel (« certains, plusieurs... ») ; d'autres enfin, sont neutres, et par conséquent, invariables (« autrui, nul, on, personne, qui, quiconque, rien... »)  
- Autre
- Autrui
- Quiconque
- Rien
- Tel
- Tout
- Un

Chacun voit midi à sa porte. Personne ne m'avait prévenu. Tout m'intéresse.

### Locutions pronominales indéfinies
De nombreuses locutions (nominales, pronominales...) ont habituellement valeur de pronoms indéfinis. Certaines sont neutres, d'autres peuvent jouer le rôle de donneur d'accord.
- Autre chose
- Dieu sait qui (quoi, où, lequel…)
- Grand-chose
- Je ne sais combien
- La plupart
- N'importe qui (quoi, où, lequel…)
- On ne sait qui (quoi, où, lequel…)
- Peu de chose
- Quelque chose
- Quelqu'un
- Qui de droit
- Qui (quoi, où…) que ce soit
- Tout le monde
- etc.

Ce soir, nous mangerons quelque chose de bon. On leur a défendu de parler à qui que ce soit. Tout le monde sait qu'elle est partie.

### Adverbes à valeur de pronoms indéfinis
Certains adverbes de quantité sont employés comme pronoms indéfinis, en tant que représentants référentiels ou textuels.
- Assez
- Autant
- Beaucoup
- Davantage
- Guère
- Peu
- Tant
- etc.

Je vous dois beaucoup. Tu as assez à faire. Il gagne tant par jour.

### Pronoms indéfinis et catégories
Il est remarquable qu'il existe, aussi bien au positif qu'au négatif, des pronoms d'une part réservés aux êtres humains (quelqu'un, personne...), d'autre part concernant des choses ou des abstractions (quelque chose, rien...), mais pas de pronoms concernant les animaux. Ainsi, il n'est pas possible d'exprimer au moyen d'un pronom une idée telle que « quelque animal » ou « aucune bête » :
- Le chien était parti ; * (nul / rien) n'aboyait plus au passage du facteur.[1]

## Le pronom «aucun»
Le pronom indéfini « aucun » (« aucune » au féminin ; pas de pluriel) est généralement employé dans un contexte négatif. C'est un représentant textuel :
Je croyais avoir conservé de vieux livres de classe. Je n'en ai retrouvé aucun.
Le pronom « aucun » a pour antécédent le syntagme nominal « de vieux livres de classe ».
- Le pronom « d'aucuns » est un archaïsme signifiant « quelques-uns » (contexte affirmatif) :

D'aucuns estiment qu'elle est perdue.

## Le pronom «autre»
Le pronom indéfini « autre » (forme épicène ; pluriel : « autres », forme épicène également) est généralement un représentant référentiel. Il s'emploie souvent précédé d'un déterminant défini ou indéfini :
Ne me remerciez pas, un autre en aurait fait tout autant.
Je n'ai pas l'habitude d'aller pleurer chez les autres.
Je suis allé à l'inauguration. J'y ai rencontré Martin, entre autres.
- Le pronom indéfini « autre » peut être également un représentant textuel. Dans ce cas, son antécédent peut désigner aussi bien des animaux ou des choses que des personnes :

Ce gâteau était savoureux, donnez-m'en un autre.
Toutefois, certains grammairiens considèrent qu'il ne s'agit pas ici d'un véritable pronom indéfini, mais d'un adjectif qualificatif nominalisé (= « donnez-moi un nouveau gâteau »).

## Le pronom «autrui»
Le pronom « autrui » (forme neutre, donc, pas de pluriel) est exclusivement un représentant référentiel. Il remplace exclusivement des personnes :
Ne fais pas à autrui ce que tu ne voudrais pas qu'on te fît.

## Le pronom «certains»
Le pronom « certains » (« certaines » au féminin) ne s'emploie pratiquement qu'au pluriel.
- Il peut être représentant textuel :

Certaines de ses amies ne l'ont pas oublié
Le pronom cataphorique « certaines » a pour conséquent le syntagme nominal « de ses amies ».
- Il peut être représentant référentiel :

Certains prétendent que tu as menti.

## Le pronom «chacun»
Le pronom « chacun » (« chacune » au féminin ; pas de pluriel) correspond au déterminant « chaque » et a une valeur distributive. Il peut être représentant textuel ou référentiel.
- Lorsqu'il est représentant textuel, il peut, sous forme d'anaphore ou de cataphore, représenter indifféremment des animés ou des animés :

Son blouson avait plusieurs poches, chacune pleine de bonbons.
Le pronom indéfini « chacune » est une anaphore (chacune = chaque poche). C'est le noyau du syntagme pronominal « chacune pleine de bonbons », qui lui-même est apposé au syntagme nominal « plusieurs poches ».
Chacune de ses poches était pleine de bonbons.
Le pronom indéfini « Chacune » est une cataphore (Chacune = chaque poche). C'est le noyau du syntagme pronominal « Chacune de ses poches », sujet du verbe « était ».
- Lorsqu'il est représentant référentiel, le pronom « chacun » ne peut représenter que des animés :

Dans ce pays, chacun est libre de faire ce qu'il veut.
Le pronom indéfini « chacun » signifie ici « toute personne [habitant dans ce pays] ».
Dans cet emploi, il reste le plus souvent au masculin. Toutefois, dans le registre familier, on peut rencontrer « chacune » précédé de l'adjectif possessif de la troisième personne du singulier (« sa »), et généralement accompagné de « chacun », afin de désigner les personnes d'un couple :
Après le travail, chacun retrouvait sa chacune...

## Le pronom «même»
Le pronom indéfini « même » (forme épicène ; pluriel : « mêmes », forme épicène également) est toujours précédé de l'article défini le. Il varie en genre et en nombre, et peut être représentant textuel ou référentiel :
Je connais ces photos, j'ai les mêmes [cataphore].
C'est toujours les mêmes qui ont de la chance ! [représentant référentiel]
- Lorsqu'il est représentant référentiel, il peut être neutre :

Cela revient au même.

## Le pronom «nul»
Le pronom indéfini « nul » (forme neutre, donc, pas de pluriel) est généralement employé dans un contexte négatif. Le plus souvent, il est représentant référentiel neutre, et désigne des personnes. Il appartient au registre soutenu et équivaut à « personne », « aucun » :
Nul n'est prophète en son pays.
Nul n'est censé ignorer la loi.

## Le pronom «on»
Le pronom indéfini « on » ou « l'on » (forme neutre, donc, pas de pluriel), exclusivement sujet et exclusivement représentant référentiel, ne s'emploie que pour désigner des êtres humains :
On a frappé.
Pour : « Quelqu'un a frappé (une ou plusieurs personnes non identifiées, mais ni des animaux, ni des choses). »
- Bien que susceptible de désigner plusieurs individus, de sexe masculin ou féminin, il est toujours neutre, et toujours à la troisième personne du singulier :

En Italie, on aime la musique.
Pour : « En Italie, tous les hommes et toutes les femmes (n'importe qui) aiment la musique. » 
- Son emploi s'apparente à celui d'un pronom personnel sujet conjoint. Par exemple, il se place couramment à la fin du verbe à la forme interrogative directe :

Parle-t-on français au Maroc ?
- Il peut avoir une valeur indéterminée ou déterminée.

### Valeur indéterminée
Conformément à son appartenance aux indéfinis, le pronom « on » peut désigner un ou plusieurs individus indéterminés. Dans cet emploi, il signifie littéralement « une ou plusieurs personnes quelconques, tout le monde, quelqu'un, n'importe qui, etc. » : 
Est-ce qu'on parle français au Maroc ?
Pour : « Est-ce que les gens parlent français au Maroc ? »
On a restauré le vieux château.
Pour : « Des personnes indéterminées (les ouvriers d'une entreprise ? le propriétaire et les siens ? les pondividus déterminés, correspondant à l'une des trois personnes grammaticales :
On aimerait être un peu plus écouté.
Pour « J'aimerais être un peu plus écouté. » [première personne du singulier]
Alors, madame Martin, on a passé une bonne journée avec ses petits enfants ?
Pour « ... vous avez passé une bonne journée avec vos petits enfants ? » [deuxième personne du pluriel de politesse]
- Léonie a-t-elle fini par régler ses problèmes financiers ? - Je ne sais pas trop... en tout cas, on est toujours habillé à la dernière mode !
Pour « ... elle [Léonie] est toujours habillée à la dernière mode ! » [troisième personne du singulier]
- Dans ce type d'emploi, lorsqu'il prend la valeur du pronom « nous », le pronom « on » doit être analysé, non plus comme un indéfini, mais comme un véritable pronom personnel sujet conjoint, dont il adopte presque toutes les caractéristiques syntaxiques :

Nous, pour nos dernières vacances, on est allés en Espagne. (familier)
Pour « Nous, pour nos dernières vacances, nous sommes allés en Espagne. ».

## Le pronom «personne»
Le pronom « personne » (forme neutre, donc, pas de pluriel) est exclusivement un représentant référentiel. Le plus souvent, il exige l'emploi de la négation « ne » :
Personne n'est venu.

## Le pronom «plusieurs»
Le pronom « plusieurs » (forme épicène, pas de singulier) indique un nombre indéfini supérieur à un ou à deux. Lorsqu'il est un représentant référentiel, il ne peut désigner que des êtres humains :
Un panier de cerises avait été déposé sur la table ; il en mangea plusieurs.
Pour « ... il mangea plusieurs cerises. » [cataphore]
Il avait beaucoup de charme et plusieurs étaient amoureuses de lui.
Pour « ... plusieurs femmes étaient amoureuses de lui. [représentant référentiel]

## Le pronom «quelqu'un»
Le pronom « quelqu'un » (« quelqu'une » au féminin) ; pluriel : « quelques-uns », « quelques-unes ») peut être un représentant textuel ou un représentant référentiel.
- Lorsqu'il est représentant textuel, le pronom est presque toujours au pluriel. Dans cet emploi, il représente un nombre peu important et peut désigner des animés ou des inanimés des deux genres :

J'ai acheté des fruits, mais quelques-uns sont verts. [anaphore]
Quelques-unes des pêches que j'ai achetées sont vertes. [cataphore]
Dans le registre soutenu et littéraire, on utilise parfois le singulier. Le pronom « quelqu'un / quelqu'une » signifie alors « un / une quelconque » :
Si par hasard vous retrouviez quelqu'un de ces vieux objets, sachez que je suis prêt à vous en proposer un bon prix.
Pour « Si par hasard vous retrouviez un objet quelconque [parmi ceux dont il est question]... »
- Lorsqu'il est représentant référentiel, le pronom « quelqu'un » est presque toujours au masculin singulier, et prend une valeur neutre. Dans ce cas, il désigne exclusivement un humain dont le sexe n'est pas révélé :

Il y a quelqu'un à la porte d'entrée.
On sait qu'il ne s'agit ni d'un animal ni d'une chose, mais on ignore s'il s'agit d'un homme ou d'une femme.
Dans le registre soutenu, on utilise parfois le pluriel, pour désigner un petit nombre de personnes indéterminées. Dans cet emploi, le pronom équivaut à « certains » :
Il est peu connu dans notre ville, mais quelques-uns m'ont dit beaucoup de bien de lui.

## Le pronom «quelque chose»
Le pronom « quelque chose » (neutre, donc, pas de pluriel), est un représentant référentiel désignant exclusivement des choses. C'est le pendant du pronom « quelqu'un » dans le domaine des inanimés, et le contraire sémantique du pronom rien :
Hier, nous avons mangé quelque chose de bon.
- On notera dans ce pronom, que le mot « chose » n'a plus sa valeur de nom, tout comme dans d'autres locutions ou composés pronominaux indéfinis, tels que : « autre chose », « grand-chose », « peu de chose »...

## Le pronom «qui»
Le pronom « qui » (neutre, donc, pas de pluriel), réservé au registre soutenu, prend en considération divers éléments ou groupes d'un même ensemble. Il est toujours neutre mais peut avoir une valeur plurielle. Strictement réservé aux humains, il équivaut à « l'un... l'autre... » ou à « certains... certains... » et permet autant de reprises que nécessaire :
L'un veut son or, l'autre ses meubles, / Qui ses bijoux, qui ses bib'lots, / Qui ses forêts, qui ses immeubles, /  Qui ses tapis, qui ses tableaux. (Georges Brassens - La Ballade des cimetières)

## Le pronom «quiconque»
Exclusivement représentant référentiel à valeur neutre, le pronom « quiconque » (neutre, donc, pas de pluriel), ne peut désigner que des êtres humains. Il équivaut à « n'importe qui », « qui que ce soit » :
Tu peux en parler à quiconque, tu obtiendras toujours la même réponse.
Il ne faut pas confondre celui-ci avec le pronom relatif de même forme.

## Le pronom «rien»
Le pronom « rien » (neutre, donc, pas de pluriel), désigne exclusivement des inanimés (c'est le pendant du pronom personne pour les choses, et l'opposé sémantique de la locution « quelque chose »). Le pronom « rien » est un représentant référentiel neutre, donc, en tant que donneur d'accord, sa valeur est masculin singulier. Ordinairement employé dans un contexte négatif, il fonctionne avec « sans », « sans que », ou encore, avec la négation « ne » :
Je ne possède rien qui ait de la valeur.
Rien n'est plus précieux que la vie.
Crois-tu pouvoir réussir sans rien faire ?
Il a dormi toute la matinée sans que rien vienne troubler son sommeil.
- Il est parfois employé seul. Dans ce cas, il prend souvent le sens de « peu de chose » :

Beaucoup de bruit pour rien.

## Le pronom «tel»
Le pronom « tel » (« telle » au féminin ; pluriel : « tels », « telles ») peut être représentant textuel ou référentiel.
- Lorsqu'il est représentant textuel, il peut désigner des animés ou des inanimés. Dans cet emploi, il équivaut le plus souvent à un pronom démonstratif :

Je devrais arrêter de fumer, ne plus boire d'alcool et faire un peu de sport : telles sont les conclusions de mon médecin.
Le pronom « telles » est une anaphore de tout ce qui précède (= « ce sont les conclusions de mon médecin »).
- Lorsqu'il est représentant référentiel, le pronom « tel »  désigne exclusivement des êtres humains dont l'énonciateur ne peut ou ne veut déterminer l'identité :

Même si tel ou telle t'a critiqué de manière injuste, évite d'en faire un drame.
Dans cet emploi, il est fréquemment précédé de l'article indéfini singulier « un / une » :
Même si un tel t'a critiqué de manière injuste, évite d'en faire un drame.
Dans ce cas, il prend la valeur d'un nom propre et l'on l'écrit fréquemment avec une majuscule (« Un Tel ; un Tel ; Un tel... »).
Lorsqu'il est antécédent d'une proposition subordonnée relative, il ne peut être qu'au singulier :
Tel est pris qui croyait prendre. [proverbe]

## Le pronom «tout»
Le pronom indéfini « tout » n'a pas la même valeur au singulier qu'au pluriel.

### Au singulier
Au singulier, le pronom « tout » (forme neutre, donc, masculin singulier, en tant que donneur d'accord) est le plus souvent un représentant référentiel signifiant « toutes choses » : 
Tout est bien qui finit bien.
- Il peut parfois devenir un représentant textuel lorsque les choses désignées sont clairement explicitées dans le texte :

Europe, Asie, Afrique, Amérique, Océanie : il a tout vu.
Le pronom « tout » est une anaphore de ce qui précède.
Il a tout vu : Europe, Asie, Afrique, Amérique, Océanie...
Le pronom « tout » est une cataphore de ce qui suit.
- Dans le style littéraire, il peut représenter, non plus des choses, mais des personnes. Il équivaut alors au pronom chacun :

Femmes, moine, vieillards : tout était descendu. (Jean de La Fontaine - Le Coche et la Mouche)
Pour « chacun était descendu ».
- S'il est précédé d'un article, le pronom « tout » devient nom commun. La formation de son pluriel suit alors les règles de la formation du pluriel des autres noms :

Le tout et la partie. Le Grand Tout. Des touts harmonieux.

### Au pluriel
Au pluriel, le pronom indéfini « tous » (« toutes » au féminin) peut être représentant textuel ou représentant référentiel.
- Lorsqu'il est représentant textuel, il représente aussi bien des animés que des inanimés :

Ce matin j'ai acheté des pommes, et toutes sont immangeables.
Dans cet emploi, il constitue fréquemment une mise en apposition d'un syntagme, nominal ou pronominal, et signifie « sans exception » : 
Les hommes sont tousdelles sont toutes parties.
- Lorsqu'il est représentant référentiel, il désigne exclusivement un ensemble d'êtres humains :

Tous pour un, un pour tous.

## Le pronom «un»
Le pronom indéfini « un » est toujours précédé de l'article défini (singulier : « l'un », « l'une » ; pluriel : « les uns », « les unes »). En l'absence de ce dernier, le pronom doit être analysé comme un numéral :
Tu collectionnes les timbres anciens ? Hier, j'en ai trouvé un en mettant de l'ordre dans mon grenier.
Le pronom « un » est un pronom numéral.
L'un d'entre nous eut une idée.
Le pronom « l'un » est un pronom indéfini.
- Le pronom indéfini « l'un » est le plus souvent employé en tandem avec « l'autre ». Tous deux varient en genre et en nombre. Ils sont généralement des représentants textuels et peuvent indifféremment renvoyer à des personnes ou des choses.

- Ils jouent un rôle distributif :
Les uns travaillent toute la journée, les autres dorment.
- Ils peuvent indiquer une réciprocité :
Aimez-vous les uns les autres.